# Гутрина, Татьяна Васильевна
Татьяна Васильевна Гутрина (29 апреля 1928, Дюрки — 27 апреля 1995, там же) — доярка колхоза имени Калинина Атяшевского района Мордовской АССР.

## Биография
Родилась 29 апреля 1928 года в деревне Дюрки (ныне — Атяшевского района Республики Мордовия) в крестьянской семье. Мордовка. Окончила сельскую школу.
В 1951—1968 годах работала дояркой колхоза имени Калинина в своей деревне. Добилась высоких результатов в работе.
Указом Президиума Верховного Совета СССР от 22 марта 1966 года за достигнутые успехи в развитии животноводства, увеличении производства и заготовок мяса, молока, яиц, шерсти и другой продукции Гутриной Татьяне Васильевне присвоено звание Героя Социалистического Труда с вручением ордена Ленина и золотой медали «Серп и Молот».
Заслуженный работник сельского хозяйства Мордовии. Жила в деревне Дюрки. Скончалась 27 апреля 1995 года.
Награждена орденами Ленина, Октябрьской Революции, медалями.